# Assedio di Costantinopoli (668)
L'assedio di Costantinopoli del 668 costituisce un evidente problema storiografico.
Le fonti bizantine - in primis Teofane - tacciono infatti del tutto su questo preteso e non trascurabile episodio bellico, mentre le fonti storiografiche arabo-musulmane gli dedicano non poche pagine.
Nel corso del 668 l'assedio posto dalle forze califfali omayyadi di Mu'awiya ibn Abi Sufyan sarebbe stato il frutto del vano tentativo musulmano di appoggiare lo strategos d'Armenia, Saborios, nella sua ribellione contro Costante II e Costantino IV.
Intensi scontri si sarebbero quindi svolti sotto le poderose mura della capitale bizantina e in numerose occasioni si sarebbe messo in luce il valore del figlio del califfo Yazid (il futuro Yazid ibn Mu'awiya), che col suo comportamento sarebbe riuscito a migliorare di molto la sua immagine - assai criticata negli ambienti religiosi islamici - di giovane più portato ai divertimenti che alle attività che si pretendevano dovesse esprimere un principe omayyade, figlio per di più del califfo.
Gli sarebbe infatti stato attribuito il soprannome di fatà al-ʿArab, “campione degli Arabi”, che prima di lui era stato attribuito ad ʿAlī ibn Abī Ṭālib e che dopo di lui avrebbe riguardato Maslama ibn Abd al-Malik.
La storiografia turca porrà invece in risalto le imprese del vegliardo Abu Ayyub al-Ansari (che aveva per primo offerto a Yathrib la sua casa e la sua ospitalità al Profeta) che sarebbe caduto in combattimento, fornendo ai futuri Ottomani, poco dopo la conquista di Costantinopoli nel 1453 l'occasione di annunciare la scoperta, in fondo al Corno d'Oro, del luogo della sua inumazione, consentendo la costruzione d'una moschea a lui dedicata (quella di Eyüp), nella quale il Celebi Efendi, ovvero il Gran Maestro della confraternita mistica della Mevleviyè, avrebbe proceduto, nell'ambito di una speciale cerimonia, a cingere con la Spada di Osman ogni nuovo Sultano.